# متحف قرغيزستان التاريخي
متحف قيرغيزستان التاريخي هو متحف يقع في العاصمة بيشكك، قيرغيزستان ويضم المتحف آلاف المعروضات حول التراث الثقافي لشعب قيرغيزستان من العصور القديمة إلى نهاية القرن العشرين.